# Gostyń Łobeski
Gostyń Łobeski [ˈɡɔstɨɲ wɔˈbɛski] (tiếng Đức: Justin) là một ngôi làng thuộc khu hành chính của Gmina Płoty, thuộc quận Gryfice, West Pomeranian Voivodeship, ở phía tây bắc Ba Lan.
Nó nằm khoảng 6 kilômét (4 mi) phía đông bắc Płoty, 14 km (9 mi) về phía đông nam Gryfice và 68 km (42 mi) về phía đông bắc của thủ đô khu vực Szczecin.